# 8892 Kakogawa
8892 Kakogawa este un asteroid din centura principală de asteroizi.

## Descriere
8892 Kakogawa este un asteroid din centura principală de asteroizi. A fost descoperit pe 11 septembrie 1994 la Minami-Oda de Matsuo Sugano și Toshiro Nomura. Asteroidul prezintă o orbită caracterizată de o semiaxă mare de 3,09 ua, o excentricitate de 0,20 și o înclinație de 1,1° în raport cu ecliptica.